# Rydbergs formel
Rydbergs formel beskriver emissionsspektret fra brint og brint-lignende ioner. Den udsendte bølgelængde {\displaystyle \lambda } er for brint givet ved:
{\displaystyle {\frac {1}{\lambda }}=R_{\mathrm {H} }\left({\frac {1}{n^{2}}}-{\frac {1}{m^{2}}}\right);{\text{ }}n<m}
hvor {\displaystyle R_{\mathrm {H} }=10.973.731,\!6\,{\text{m}}^{-1}\approx 1,097\cdot 10^{7}\,{\text{m}}^{-1}} er Rydbergs konstant, mens {\displaystyle n} og {\displaystyle m} er positive heltal. For brint-lignende ioner, hvor der stadig kun er én elektron, men kernen har en ladning på {\displaystyle Z} elementarladninger, er formlen givet ved:
{\displaystyle {\frac {1}{\lambda }}=Z^{2}R_{\mathrm {H} }\left({\frac {1}{n^{2}}}-{\frac {1}{m^{2}}}\right);{\text{ }}n<m}
Formlen blev formuleret af den svenske fysiker Johannes Rydberg i 1888.

## Serier
Ved at sætte {\displaystyle n} lig med en bestemt værdier kan forskellige tidligere spektralserier udledes:
| {\displaystyle n} | {\displaystyle m} | Navn             | Konvergerer imod            |
| ----------------- | ----------------- | ---------------- | --------------------------- |
| 1                 | 2 – ∞             | Lyman-serien     | 91.13 nm (UV)               |
| 2                 | 3 – ∞             | Balmer-serien    | 364.51 nm (Synligt)         |
| 3                 | 4 – ∞             | Paschen-serien   | 820.14 nm (Infrarødt)       |
| 4                 | 5 – ∞             | Brackett-serien  | 1458.03 nm (Fjerninfrarødt) |
| 5                 | 6 – ∞             | Pfund-serien     | 2278.17 nm (Fjerninrarødt)  |
| 6                 | 7 – ∞             | Humphreys-serien | 3280.56 nm (Fjerninrarødt)  |

Serierne konvergerer, fordi det andet led i Rydbergs formel går mod nul, når {\displaystyle m} går mod uendelig.

## Udledning
Rydbergs formel er lige til at udlede fra Bohrs atommodel. I den kan elektronerne kun antage diskrete energiniveauer givet ved:
{\displaystyle E=-{\frac {me^{4}}{2(4\pi \varepsilon _{0})^{2}\hbar ^{2}}}\left({\frac {1}{n^{2}}}\right)}
hvor {\displaystyle n} igen er et positivt heltal. I formlen er {\displaystyle e} elementarladningen, {\displaystyle m} er elektronens masse, {\displaystyle \varepsilon _{0}} er vakuumpermittiviteten, og {\displaystyle \hbar } er Plancks reducerede konstant. Hvis en elektron nu går fra en høj tilstand {\displaystyle m} til en lav tilstand {\displaystyle n}, er energiændringen givet ved:
{\displaystyle \Delta E=E_{m}-E_{n}={\frac {me^{4}}{2(4\pi \varepsilon _{0})^{2}\hbar ^{2}}}\left({\frac {1}{n^{2}}}-{\frac {1}{m^{2}}}\right)}
Energien frigives i form af en foton, hvis energi er proportional med frekvensen {\displaystyle \nu }:
{\displaystyle \Delta E=h\nu }
Her er {\displaystyle h} Plancks konstant. Frekvensen er lysets fart {\displaystyle c} divideret med {\displaystyle \lambda }, så
{\displaystyle h{\frac {c}{\lambda }}={\frac {me^{4}}{2(4\pi \varepsilon _{0})^{2}\hbar ^{2}}}\left({\frac {1}{n^{2}}}-{\frac {1}{m^{2}}}\right)}
eller
{\displaystyle {\frac {1}{\lambda }}={\frac {me^{4}}{2(4\pi \varepsilon _{0})^{2}\hbar ^{2}hc}}\left({\frac {1}{n^{2}}}-{\frac {1}{m^{2}}}\right)}
Dermed er Rydbergs formel udledt, hvor Rydbergs konstant altså er lig med:
{\displaystyle R_{\mathrm {H} }={\frac {me^{4}}{2(4\pi \varepsilon _{0})^{2}\hbar ^{2}hc}}={\frac {me^{4}}{8\varepsilon _{0}^{2}h^{3}c}}}
Udtrykket {\displaystyle e^{4}} kommer fra Coulombs lov, så der skal blot ganges en faktor {\displaystyle Z^{2}} på for at generalisere til andre atomkerner.